# Handschrift-Van Hulthem
Het Handschrift-Van Hulthem is een van de drie belangrijkste bewaard gebleven  verzamelhandschriften met wereldlijke Middelnederlandse literatuur; de andere twee zijn het Comburgse handschrift en het Gruuthuse-handschrift. Het handschrift is niet ongeschonden bewaard gebleven; opzettelijke beschadiging in de zestiende eeuw heeft een aantal bladzijden nagenoeg onleesbaar gemaakt. Dankzij een grondige restauratie eveneens in de 16e eeuw is deze schatkamer van de Middelnederlandse literatuur toch bewaard gebleven.

## Eigendomsgeschiedenis
Het Handschrift-Van Hulthem is genoemd naar een van de voormalige bezitters ervan, de Gentse verzamelaar Karel van Hulthem (1764 - 1832). Daarvoor was het eigendom van de Brusselse notaris Jan Baptist Nuewens en vervolgens van zijn zoon Antoon Jozef Nuewens (1736 - 1813).
In 1811 kocht Van Hulthem het handschrift voor een gering bedrag (5,5 frank) aan op een veiling. Toen de Belgische staat diens verzameling aankocht kwam het handschrift terecht in de Koninklijke Bibliotheek van België te Brussel.

## Codicologische beschrijving

### Samenstelling
Het handschrift bestaat nu uit 241 papieren bladen, maar het heeft ooit minstens 278 bladen geteld. Het is volledig geschreven in het Middelnederlands en ontstond in het begin van de vijftiende eeuw. Alle titels zijn voorzien van een volgnummer, waardoor men weet dat het handschrift ten minste 214 titels bevatte. De bladen meten 262 x 198 mm en zijn bij het herbinden in de 16e eeuw bijgesneden zonder dat hierbij tekstverlies is opgetreden, origineel was de bladmaat waarschijnlijk 291 x 213 mm. Het 15e-eeuwse deel bestaat uit 31 katernen, op het twaalfde na allemaal quaternionen. Het twaalfde was origineel een ternio er ontbreekt dus geen tekst aan. Naast het originele boekblok uit de 15e eeuw werden er bij het herinbinden in de 16e eeuw, vooraan drie katernen van 23 bladen toegevoegd die niet beschreven werden op één bladzijde na, en achteraan 1 katern van negen blanco bladen.

### Schrift
Het handschrift is geschreven in een littera cursiva die veel gelijkenis vertoont met het in die tijd gebruikelijke kanselarijschrift. De bladspiegel bestaat uit twee kolommen van gemiddeld 46 regels, maar de bladindeling werd aangepast aan de te kopiëren tekst. De schriftspiegel meet ca. 215 x 155 mm. Het handschrift werd door één kopiist geschreven zonder onderbrekingen.

### Datering
Op basis van de watermerken in het gebruikte papier en de vergelijking met documenten met gelijkende watermerken waarvan de datering gekend is komen de onderzoekers tot de conclusie dat het handschrift-Van Hulthem is samengesteld uit papier dat in het eerste decennium van de vijftiende eeuw in de Nederlanden in gebruik was. Vergelijking met documenten die het best overeenkomen qua papiersamenstelling zou een datering tussen 1405 en 1408 toelaten.
Een andere basis voor de datering is een verhaal dat in het handschrift is opgenomen, namelijk: "Ene mierakele van mijn here sente jan baptista van molenbeke te brusele" en "Noch ene mierakele die ghesciede dachs daer na" (nrs. 191.1 en 191.2). Het tweede mirakel wordt expliciet gedateerd 28 september 1399, wat dus een terminus post quem geeft voor dit verhaal.

## Ontstaansgeschiedenis
Het handschrift stamt uit het Brusselse in het hertogdom Brabant. De herkomst uit Brussel wordt gerechtvaardigd met een aantal teksten die duidelijk naar Brussel en omgeving verwijzen, maar er zijn ook een ganse reeks andere teksten die naar andere plaatsen verwijzen, onder meer naar Leuven. Die verwijzingen kunnen echter gemakkelijk verklaard worden als niet per se met Leuven gerelateerd. Intrigerend zijn de teksten die uit Holland afkomstig waren die herkend worden aan de auteurs Willem van Hildegaersberch en Augustijnken. Niettemin wordt algemeen aanvaard dat het handschrift in Brussel of de omgeving van Brussel ontstond.
Een aantal andere, voornamelijk religieuze teksten, kunnen zoals de mirakelverhalen hierboven, duidelijk in verband gebracht worden met Molenbeek. In de parochie Molenbeek lag het kasteel Koekelberg waar in de periode 1382-1417 Willem van den Heetvelde resideerde. Uit de archieven van de kerk weten we dat Willem van den Heetvelde een belangrijke rol speelde in de zaken van de parochie. De dochter van Willem was getrouwd met Symoen SerSanders die belangrijke connecties had in Gent. Dit zou kunnen verklaren dat er tussen de verhalen die voornamelijk met Brussel te maken hebben, ook twee verhalen over Gent zijn opgenomen. Willem van de Heetvelde had door zijn afkomst uit Gaasbeek een bijzondere relatie met de heer van Gaasbeek, tot in 1400 Zweder van Abcoude. Via die weg zouden de verhalen van de Hollandse 'sprekers' in verzameling van teksten kunnen terechtgekomen zijn.
Op basis van de studie van al deze elementen besluit Brinkman dat het momenteel niet mogelijk is de herkomst van het handschrift met zekerheid vast te stellen, maar dat er voldoende aanwijzingen zijn om de hypothese te verdedigen dat de compilatie van de teksten te situeren is in Sint-Jans-Molenbeek in de omgeving van Willem van den Heetvelde.

## Inhoud
Het verzamelhandschrift bevat epische, lyrische, dramatische en didactische dichtkunst en vormt daarom een ware schatkamer van de Nederlandse literatuur uit de 13e en 14e eeuw. Het is een bonte verzameling van getijden en gebeden, met daarnaast pikante vertellingen, liefdesbrieven, honderden rijmspreuken, hoofse sproken, spelen, liederen, fabels, tot mirakelbeschrijvingen en een reisplanner toe.
De scribent putte uit de literatuur die in zijn tijd voorhanden was. Zo bevat het handschrift vijf excerpten uit de Historie van Troyen van Jacob van Maerlant en er zijn teksten terug te vinden waarvan de auteur niet genoemd werd, maar die ontleend zijn aan Jan van Boendale, Lodewijk van Velthem, Willem van Hildegaersberch, Segher Diengotgaf, Loy Latewaert, Heyne van Aken en de `Bijbelvertaler van 1360'. Verder zijn er teksten van een aantal auteurs die wel worden genoemd in de betreffende tekst zoals onder meer Augustijnken, Bouden van der Lore, maar de meeste teksten zijn anoniem.
Om een idee te geven van de diversiteit van de inhoud hebben de onderzoekers die in 1999 een diplomatisch afschrift publiceerden, een samenvatting van het aantal teksten gemaakt. Die ziet er als volgt uit:
- Rijmspreuken 509
- Sproken 104
- Berijmde gebeden 32
- Prozagebeden 25
- Toneelteksten 22
- Liederen en strofische teksten 10
- Epische teksten 10
- Liefdesbrieven 5
- Historiografie 1
- Leerdicht 1
- Orakelboek 1
- Routebeschrijving 1

Slechts 27 teksten zijn in proza geschreven, de andere zijn berijmd.
In het handschrift zijn vermaarde werken te vinden als de abele spelen Esmoreit (169), Gloriant (205.1), Lanseloet van Denemerken (206.1-2) en Vanden winter ende vanden somer (211.1-2). Verder zijn er de sotternieën Lippijn (170), De Buskenblaser (205.2), Drie daghe here (209), Truwanten (210), Die Hexe (206.2) en Rubben (211.2).
Andere titels in de lijst zijn onder meer Van sente Brandaen (2) (De reis van Sint Brandaan), Dboec vanden houte (5), Tpaerlement van Troyen (144), De borchgravinne van Vergi (162), Theophilus (201) en het gedicht De mantel.

## Gebruik
Over het gebruik van het handschrift zijn tal van hypothesen naar voren gebracht. Sommige onderzoekers dachten aan een leerboek voor toneelauteurs, anderen aan het boek van een 'voorlesere'. In 1968 werd de hypothese geopperd dat het handschrift een scriptoriumexemplaar zou zijn waaruit kopiisten op bestelling teksten overnamen. Achteraan de meeste teksten staat het aantal verzen opgegeven en daarmee kon men dan dadelijk de prijs voor het overschrijven berekenen: stychometrie. Maar vanaf de jaren 1990 werd deze theorie door een aantal onderzoekers afgewezen onder meer vanwege de weinig luxueuze afwerking en het gebruikte snelle, goedkope schrift, dat niet echt als 'model' geschikt was. In 2017 toonde de mediëvist Frits van Oostrom aan dat het handschrift moet zijn samengesteld aan het hof van Jacob van Gaasbeek alias Jacob van Abcoude, door dezelfde persoon die in 1408 had opgeschreven wie in Abcoude en Wijk bij Duurstede leenplichtig aan Van Gaasbeek waren. Hij stelde ook voor dat het waarschijnlijk heeft gefunctioneerd als een 'repertoireboek' waaruit voordrachtskunstenaars hun werk konden kiezen.